# リトル・アースクウェイクス
『リトル・アースクウェイクス』(原題 : Little Earthquakes)は1992年に発売された米国のシンガーソングライター、トーリ・エイモスのソロデビューアルバム。
英米で発売された先行シングル「ミー&ガン(Me And A Gun)」と「サイレント・オール・ディーズ・イヤーズ(Silent All These Years)」、後にシングルカットされた「チャイナ(China)」、「クルーシファイ(Crucify)」と「ウィンター(Winter)」を収録。本アルバムは2020年に米誌『ローリング・ストーン』が発表した「ローリングストーン誌が選ぶ「歴代最高のアルバム」500選 | 2020年改訂版」において233位に選出された。

## 収録曲
作詞・作曲 / トーリ・エイモス
1. クルーシファイ(Crucify)(4:58)
2. ガール(Girl)(4:06)
「サビの部分を最初にヴァージニアの古いピアノで作曲して録音しておいたんだけど、数ヶ月して台所で玉葱を切っている最中にエリック(エイモスの当時のパートナー)がデモテープの中から掘り出して来るまで、曲自体を忘れてしまっていたの。彼は曲の入ったテープと共に台所に入って来ると『聞いて』と言ったわ。私は彼の言う通りにした。」(本人談)
この曲のPlugged Tourで披露されたライヴ版は、後にエイモスの5枚目のアルバム『トゥ・ヴィーナス・アンド・バック』の二枚目のディスクに収録される。詳細はアルバムを参照。
3. サイレント・オール・ディーズ・イヤーズ(Silent All These Years)(4:10)
4. プレシャス・シングス(Precious Things)(4:26)
「この曲を書いたのは私が24歳の時、教会の裏に住んでいたときだった。ルームメイトのかけていた音楽が、5歳の私に魂を神と結婚相手に捧げなさいと言って聖書を読み聞かせた祖母の記憶を呼び覚ましたの。でも私は彼女を自分の敵だと見なしていたから、どうにかして祖母から逃げられないかと思っていた。その異様な音楽と昔の記憶が混じり合って、もしかしたら一日だけでももっと早く走れるようになるのではないか、と本気で考え始めたのよ。」(本人談)
ちなみに、冒頭の歌詞は"So I ran faster(私はもっと速く走った)"。
「クルーシファイ」のイギリス版限定シングルのカップリングとして1992年のライヴ版が、「ガール」と同じく1998年のPlugged Tourで録音されたライヴ版が『トゥ・ヴィーナス・アンド・バック』に収録された。
5. ウィンター(Winter)(5:40)
6. ハッピー・ファントム(Happy Phantom)(3:12)
「パスト・ザ・ミッション」のカップリングにライヴ版が収録された。
7. チャイナ(China)(4:58)
8. レザー(Leather)(3:12)
「曲を作っている最中、穴がポッカリ開いてまるでアリスに出て来る帽子屋のように落ちて行ってしまう事がある。この曲では20以上の人生と死を体験したような気分になって、人を待たせているんではないかと焦って時計を見たけど、たったの8分しか経っていなかった。」(本人談)
9. マザー(Mother)(6:59)
「『マザー』を書いたのは朝の6時〜7時にかけてだった。ハリウッドに住んでいた頃で、布団を敷いて寝ていたのだけど私は早くから目が覚めてピアノに向かった。20分程、ピアノを弾いた所で『マザー』のイントロが出来た。私は好きじゃないと言ったのに、布団から彼が『もう一度弾いてくれ』とせがむの。大体曲を書くときはいつも、メロディーに歌詞が自然にのって行く。途中までどんどん書けても、その次の部分が全然思いつかない事もある。3ヶ月後、町中を歩きながらいきなり浮かんで来るメロディーが次の部分になる、なんていう事も良くあるわ。」(本人談)
「プレシャス・シングス」と同様、「クルーシファイ」のカップリングに1992年のライヴ版が収録された。
10. ティアー・イン・ユアー・ハンド(Tear in Your Hand)(4:38)
「ずっと見守って来てくれた親友のランツが、最初にニール(世界的に評価されている作家、ニール・ゲイマン)の『サンドマン』を勧めてくれたんだけど、それを読んで衝撃を受けた事がきっかけで歌詞にニールの名前を入れたの。」(本人談)
歌詞の一部。"if you need me. me and neil'll be hangin' out with the DREAM KING Neil says hi by the way (私が必要になったらニールと私はドリーム・キングと一緒にいる そう言えばニールがよろしく言っていた)" ちなみに、ドリーム・キングとは「サンドマン」のキャラクター。
11. ミー&ガン(Me And A Gun)(3:44)
12. リトル・アースクウェイクス(Little Earthquakes)(6:51)
「私の目はたまにピクピクする。私は私の破滅する考えに囲まれていたの。彼らは私を夕ご飯とみなした。私はこの曲に3つ、Bメロを作る事に決めた。」(本人談)
アルバムタイトルと同名のこの曲は、「プレシャス・シングス」と同様に「クルーシファイ」のカップリングに1992年のライヴ版が、『トゥ・ヴィーナス・アンド・バック』に1998年版が収録された。